# 芦屋セントマリア病院
芦屋セントマリア病院は、兵庫県芦屋市朝日ヶ丘町にある日本の2次救急指定病院である。

## 概要
- 住所：兵庫県芦屋市朝日ヶ丘町８番22号
- 病床数：一般66床
- 常勤医師数：3名
- 職員数：145名（医師含む）

## 沿革
- 1985年（昭和60年）10月　前院長開設
- 2010年（平成22年）04月　現院長に運営継承
- 2018年（平成30年）12月　新病院（芦屋市朝日ヶ丘町）へ移転

## 診療科
- 整形外科
- 外科
- 消化器外科
- 内科
- 消化器内科
- 循環器内科
- 人工透析内科
- 麻酔科
- 放射線科
- リハビリテーション科

## 交通機関
- JR神戸線「芦屋駅」北東方向に徒歩4分の「芦屋セントマリアクリニック」前から無料往復バス運行